# Симфония № 11 (Шостакович)
Симфония № 11 соль минор, Op. 103 «1905-й год» — симфония Дмитрия Шостаковича, написанная в 1957 году. Впервые исполнена Симфоническим оркестром СССР под управлением Натана Рахлина 30 октября 1957 года. Симфония была популярна в СССР, став крупнейшим успехом композитора со времен Ленинградской симфонии, написанной более десяти лет назад. Популярность работы плюс присуждение Ленинской премии за симфонию в апреле 1958 года ускорило формальную реабилитацию композитора после 1948 года. Через месяц после получения Ленинской премии Центральный комитет выпустил резолюцию об исправлении ошибок в 1948 году и оправдал всех, кто пострадал, обвинив во всем Сталина, Молотова, Маленкова и Берию.

## Структура
Симфония состоит из четырех частей, которые играются без перерыва, и длится примерно один час:
1. Adagio (Дворцовая площадь)
2. Allegro (9-е января)
3. Adagio (Вечная память)
4. Allegro non troppo (Набат)

## Обзор
Шостакович изначально планировал Одиннадцатую симфонию, чтобы отметить 50-летие Русской революции 1905 года и хотел написать её к 1955 году. Несколько личных факторов помешали ему закончить работу до 1957 года. Среди них: смерть его матери, второй брак и появление многих новых освобожденных из лагерей друзей.